# الإسلام في البرازيل
الإسلام في البرازيل يشكل المسلمون أقلية صغيرة وصل تعدادها إلى 27,239 من أصل 190 مليون بحسب إحصاء سنة 2000، بينما بلغ عدد المسلمين حسب إحصاء عام 2010 حوالي 35,200 مسلم، في حين أن اتحاد جمعيات المسلمين في البرازيل يقدر عدد المسلمين بحوالي 1.5 مليون مسلم. ويقدر مراقبون آخرون عدد المسلمين بين 400,000 إلى 500,000 مسلم. وتتركز المجتمعات الإسلامية في ساو باولو وريو دي جانيرو وكوريتيبا وفوز دو إجوازو، وكذلك في مدن أصغر في ولايات بارانا وريو غراندي دو سول وساو باولو وريو دي جانيرو. ويرجع معظمهم إلى مهاجرين من بلاد الشام والهند بالإضافة إلى البعض ممن اعتنقوا الإسلام. تأسست أول جمعية إسلامية في البرازيل عام 1929 وهي الجمعية الخيرية الإسلامية في مدينة ساو باولو، وقد افتتح أول المساجد في البرازيل عام 1960 في مدينة ساو باولو.

## التاريخ
تختلف الروايات حول أول اتصال للمسلمين بالبرازيل، فيذهب بعض المؤرخين إلى احتمالية وصولهم إلى أرض البرازيل قبل اكتشافها عن طريق بعض القوارب؛ نظرًا لتقدمهم في علوم البحار، ويستدلون على ذلك ببعض الكتابات والنقوش العربية التي وجدت محفورة على بعض الأحجار في مدينة ريو دي جانيرو وغيرها من سواحل البرازيل وأمريكا اللاتينية عموما، وكذلك بعض الروايات في الكتب التاريخية لعلماء المسلمين الذين اهتموا بعلوم الجغرافيا، ولكن هذه الروايات تحتاج لمزيد من البحث والتحقيق العلمي الدقيق.
وتذهب الروايات الأخرى إلى أن مكتشفي أمريكا والبرازيل اصطحبوا معهم بعض المرشدين المسلمين المتمرسين في علوم البحار، ومنهم الداعية عبد القادر البغدادي،  هؤلاء المرشدون تظاهروا بالنصرانية للهروب من محاكم التفتيش في إسبانيا الموريسكيين، وحال وصلوهم إلى البرازيل بدأوا في إظهار بعض الشعائر الإسلامية، ولم يلبثوا كثيرا حتى تم اكتشاف أمرهم وأقيمت لهم محاكم تفتيش من قبل البرتغاليين في مدينة باهية 1594م، وتم تحديد بعض المواصفات التي تبين من هو مسلم سرا ونصراني جهرا، مثل الاغتسال والاستيقاظ المبكر والصيام ونظافة الملابس.
ذهب إلى هذا الرأي الدكتور علي الكتاني وهو الخبير بشؤون الأقليات المسلمة في العالم، يقول: «عندما قام البرتغاليون بغزو البرازيل، منعوا المسلمين من الهجرة إلى هناك، غير أن هذا المنع لم يحل دون وصول العديد من الموريسكيين الذين كانوا من الكثرة، بحيث أشهروا في القرن السادس عشر إسلامهم، وقد أعلنت محكمة باهية بسبب ذلك بدء العمل بمحاكم التفتيش الكاثوليكية منذ عام 1594م، هذه المحاكم نفذت ضدهم أحكاما دموية تمثلت في إعدام أو إحراق أو استعباد الآلاف منهم».
كانت خبرة المستعمرين البرتغاليين قليلة في مجال استصلاح الأراضي، ولديهم مساحات شاسعة من أرض البرازيل البكر التي تم اكتشافها، فبدءوا عملية استجلاب العبيد من أفريقيا عام 1538م، وبعد 40 عاما كان قد تم استجلاب 14 ألف عبد، ثم 600 ألف من أنغولا، وخصوصا من قبائل (داهومي - الهوسا - أشانتي - الفولاني).
كما إنه من خلال البحث للتعرف على أوضاع المسلمين في أفريقيا بدايات القرن السادس عشر، وهي الفترة التي تم فيها بيع هذه الأعداد الهائلة من الأفارقة، والتي تقدر بالملايين «فقط من دولة بنين ثلاثة ملايين تم بيعهم خلال القرن السابع عشر».
كانت إفريقيا في ذلك الوقت لا تزال تنعم بآثار الممالك الإسلامية القوية، وما كان لديها من حضارات زاهرة، وعلوم مقدمة، في مجالات الزراعة، والعمارة، والثقافة والفنون، والصناعات المختلفة، ولقد تأثر هؤلاء العبيد بتلك الثقافات المتعددة، والعلوم المزدهرة، وكانت سببا لترك بصمتهم الواضحة في بناء حضارة الدولة البرازيلية الجديدة.
تعتبر الفترة من عام 1000م إلى 1500م العصر الذهبي بالنسبة لتطور منطقة غرب أفريقيا، حيث فترة توسع وازدهار تجاري بين المدن والدول والإمبراطوريات وفي جنوب شرق السودان كانت دول الهوسا وإمبراطورية كانم وإمبراطورية برنو من أهم الكيانات السياسية في تلك المنطقة.

إحدى الوثائق التي تثبت سوق العبيد من أفريقيا إلى البرازيل وأنهم كانوا من المسلمين

لقد تم انتزاع هؤلاء العبيد قسرا من أرضهم، وعوملوا معاملة غير آدمية، وسيقوا إلى بلاد بعيدة ومجهولة لهم، ومات منهم الكثير أثناء عملية النقل الوحشية، ومن وصل منهم إلى أرض البرازيل أرغم على اعتناق المسيحية، وعاش في ظروف غير آدمية.
يقول عياش دراجي: "مائة وخمسون كيلو مترا طول طريق العبيد في بنين لم يبق منها سوى أربعة كيلو مترا، ولكن لا بد من التوقف عند الشجرة المقدسة التي تسمى شجرة النسيان، إذ يقوم الرجال من العبيد بالطواف حولها تسع مرات والنساء سبع مرات، وتلك الطقوس الوثنية كان الهدف منها حمل العبد على نسيان الماضي وغسل الذاكرة، ثم ينتقل العبيد إلى المحطة الثالثة ليتم حبسهم في ركن خاص إلى أن تصل السفن وقد يدوم الانتظار أربعة أشهر، يحبسون في ركن زوماي، أي المكان الموحش الذي لا نار ولا نور[ ؟ ] فيه، يقسمون إلى أفواج في زنزانات مظلمة لتعويدهم على الصبر في عنابر السفن الضيقة".
حينما وصل هؤلاء العبيد إلى أرض البرازيل تم تعميدهم، ولكنهم ظلوا محافظين على إسلامهم، يمارسون شعائرهم الإسلامية خفية، ويحفظون صفحات من القرآن، وكان بينهم علماء ومشايخ، ظلوا يوجهونهم للتمسك بدينهم، وقد أقاموا داخل أكواخهم حلقات القرآن، ومجالس العلم، وكان نتيجة هذا التمسك القوي بالإسلام أن سمح لهم أسيادهم البرتغاليون بهامش من الحرية الدينية.
تذكر بعض الكتب التاريخية أن هؤلاء العبيد كانوا أسرى ملك داهومي الوثني، أسرهم في حروبه مع الدول الإسلامية وباعهم للبرتغاليين وكانوا في الغالب من قبائل داهومي، الهوسا، الفولاني، والذين يمثلون 31 % من السكان من أصول إسلامية، وصادف أن كان من بين هؤلاء علماء في الدين، فنجحوا في الحفاظ على علمهم وأسسوا جاليات إسلامية قوية ومنظمة من المستعبدين، ونجحوا في إدخال كثير من العبيد الآخرين في الإسلام، وكانت لهم المدارس الإسلامية والمساجد وشيء من الحرية الدينية، وكان يسميهم البرتغاليون بالمعلمين".
يتفق المؤرخ نينا رودريجيز مع هذا القول ويوضح ذلك في مقال له تحت عنوان المسلمون الزنوج في البرازيل، اعتمد فيه على أرشيفات الشرطة ومراسلات حكام الولايات، وتصريحات المتهمين المتورطين في التمرد الذي قام به الزنوج المسلمون ضد نظام الرق الذي كان وراء تهجيرهم إلى البرازيل.
ولقد زار هذا المؤرخ بعض أئمة الزنوج بمدينتي باهية وريو دي جانيرو، وتحدث عن أنشطتهم ولباسهم ومبررات تمردهم وعلاقتهم ببقية الزنوج غير المسلمين.
ويؤكد الباحث الإثنوغرافي الفرنسي روجيه باستيد أن المسلمين الزنوج كانت لهم مساجد في بيرنامبوكو، ألاغواس وباهيا.
ظل هؤلاء العبيد محافظين على إسلامهم، يمارسون شعائرهم الإسلامية خفية، ويحتفظون بصفحات من القرآن، رغم تعميدهم القسري، وكونوا جاليات قوية في ريو دي جانيرو وباهيا وريسيفي وبيرنامبوكو.
كل هذه الدراسات تؤكد وتصف الإسلام بأنه الديانة التي تبعث على عزة النفس وتقاوم كل محاولات التنصير، كما تصف الذين يدينون بها في البرازيل بأنهم: (أناس متسامحين ثائرين لهم عزة نفس).

### هجرات المسلمين في العصر الحديث
بعد انتهاء الحرب العالمية الأولى بدأت طلائع المهاجرين الجدد تصل إلى البرازيل من بلاد الشام، أملاً في كسب لقمة العيش، وجمع المال بعد الفقر الذي عانوه في بلادهم، ولقد جاء هؤلاء المهاجرون الجدد بثقافة دينية عبارة عن عاطفة فطرية نحو هذا الدين، الأمر الذي أدى إلى انعكاس هذا الضعف الديني على الجيل الأول، فخرج لا يعرف من الإسلام إلا اسمه ومن القرآن إلا رسمه.
وبعد الحرب العالمية الثانية، كثرت هجرات المسلمين إلى البرازيل ولا سيما بعد احتلال فلسطين وما رافق ذلك من توترات سياسية في المنطقة العربية.
يشكل المسلمون اليوم في البرازيل ما نسبته 5.1%[بحاجة لمصدر] من مجموع عدد السكان، وأكثر تجمعاتهم في ولايات ساوباولو وريو دي جانيرو وبارانا[ ؟ ] وريوغراندي دي سول، ولا توجد إحصائيات دقيقة بالنسبة إلى عددهم، إذ تقدر بعض المصادر عدد المسلمين في البرازيل بحوالي مليونين.
والجدير بالذكر أن كلمة «توركو» كلمة يطلقها البرازيليون، ومن قبلهم أطلقها البرتغاليون، على كل عربي مهما كانت ديانته، وسبب هذه التسمية كما يقال في البرازيل، أن الدولة العثمانية العليا كانت تحكم كثيراً من أقطار العالم، وصادف أن عينت سفيراً لها في البرازيل، فعند وصول السفير العثماني إلى ميناء ريو دي جانيرو، أثناء احتفال البرازيل بكرنفال شباط، لم يحل للسفير العثماني ما يقام في الكرنفال، حيث الناس يكونون شبه عراة، فقطع زيارته على الفور، وعاد إلى بلاده، فغضبت حكومة البرازيل آنذاك، واعتبرته متخلفاً متوحشاً، وأطلق الناس على كل من يمت بصلة إلى الإسلام أو المسلمين أو للعروبة اسم «توركو».

### بدايات العمل الإسلامي
يقطن في ساوباولو حوالي 700 ألف مسلم [بحاجة لمصدر] ينتشرون في مركزها والضواحي، واللافت أن العدد الكبير منهم يعمل في التجارة.
وعند الحديث عن بدايات العمل الإسلامي في ساوباولو، يعيدنا محدثون من أبناء الجالية بالذاكرة إلى باكورة هذه الأعمال وهي: الجمعية الخيرية في ساوباولو التي تعتبر أقدم الجمعيات الإسلامية في البرازيل والمعروفة بأم الجمعيات وتعتبر أول جمعية خيرية إسلامية تأسست في جنوب القارة الأميركية، وترجع جذورها إلى عام 1926م، حيث تشكلت أول لجنة من المهاجرين المسلمين، وكان من أهداف هذه الجمعية بناء بيت يذكر فيه اسم الله، وحال دون ذلك إمكانيات المسلمين المادية الضعيفة والحرب العالمية الثانية، فتأخر بناء المسجد حتى عام 1957.
وكانت هذه الجمعية قد أصدرت صحيفة «النشرة» عام 1933، ثم صحيفة «الذكرى» 1937، ثم صحيفة «الرسالة» ثم «العروبة» أخيراً.
وفي بداية السبعينات، أسست الجمعية أول مدرسة إسلامية عربية سميت باسم الحي الذي أنشئت فيه، وهي مدرسة فيلا كارون، واستطاعت الجمعية الحصول على قطعة أرض واسعة اتخذت كمقبرة لدفن موتى المسلمين، وهذه المقبرة تقع في منطقة غواروليوس، وتبعد حوالي 25 كم عن مسجد ساوباولو.
وفي بداية السبعينات عقد أول مؤتمر إسلامي في البرازيل وفي قارة أمريكا الجنوبية، وكان قد نظم هذا المؤتمر وزارة الأوقاف المصرية بالتعاون مع دوائر الأزهر. واشترت الجمعية البناء المجاور للمسجد وأقامت فيه طابقين يستخدم للمحاضرات، ولأفراح المسلمين وأحزانهم.
وبالنسبة للمراكز الأخرى في هذه المدينة وفي ضواحيها، فإن عددها قد زاد كثيراً في الثمانينات من القرن الماضي وإلى الآن.

## موقف الحكومة البرازيلية من المسلمين ومن الفيلم المسيء للرسولمحمدصلى الله عليه وسلم
في أعقاب أحداث 11 سبتمبر، طلبت وزارة الخارجية الأمريكية من حكومة البرازيل النظر عن كثب إلى الطوائف الإسلامية، بحجة أنها قد تأوى مراكز للإرهاب، أجابت البرازيل أنها ستدافع عن جميع المواطنين البرازيليين بلا استثناء ضد أي تدخلات أجنبية.
كذلك من أحد أهم أسباب المساهمة في إقبال عدد كبير من البرازيليين على اعتناق الإسلام وهو المسلسل التليفزيوني Le Clone، فبعد ثلاثة أسابيع من هجمات 2001 على مركز التجارة العالمي، أطلقت قناة جلوبو هذا المسلسل الذي تدور أحداثه في المغرب ويقوم بتصوير العالم العربي والإسلامي، وقد كان هذا الأمر من قبيل المصادفة، حيث كانت القناة تخطط لعرضه من قبلها بشهور، وقد لاقى هذا المسلسل نجاحاً كبيراً، حتى أن عبارة إن شاء الله باتت تستخدم بطريقة شائعة في شوارع ريو دى جانيرو وساو باولو، وأصبحت الكثير من النساء البرازيليات يخططن للتخلى عن دينهم من أجل الزواج من سعيد، البطل المسلم في المسلسل، وهو شخصية رومانسية ينال احترام زوجته حيث غير هذا المسلسل نظرة الكثير من الناس للإسلام.
كما حظرت محكمة برازيلية بتاريخ 26/9/2012 البث الإلكتروني لفيلم مسيء للإسلام أثار احتجاجات في أرجاء العالم الإسلامي، وأمهلت يوتيوب عشرة أيام لإزالة لقطات من الفيلم من موقعها على الإنترنت، وفي قراره قال القاضي جيلسون ديلجادو ميراندا إن القضية تضع حرية التعبير بجوار الحاجة إلى حماية أفراد ومجموعات من الناس من تصرفات ربما تحرض على التمييز الديني.
ووفقا للحكم الذي نشرته صحيفة إستادو دي ساو باولو فإن القاضي خلص إلى أن حظر شيء غير قانوني ينبغي أن لا يؤذي حرية الفكر والتعبير، وجاء القرار الذي أصدرته محكمة في ولاية ساو باولو التي توجد بها جالية كبيرة من المهاجرين من الشرق الأوسط بعد ساعات من انتقاد رئيسة البرازيل ديلما روسيف ظاهرة الخوف من الإسلام في الدول الغربية في كلمة لها في الأمم المتحدة.
وقد أقام الدعوى القضائية ضد الفيلم المثير للجدل الاتحاد الإسلامي الوطني، وهو جماعة للمسلمين في البرازيل ضد شركة غوغل المالكة ليوتيوب لبثها على الإنترنت فيلما قال إنه مهين وينتهك الحق الدستوري في حرية الأديان.

## الاهتمامات الحديثة للمنظمات الإسلامية في البرازيل
- من أكثر الأمور أهمية هي نشر الدعوة ومقاومة حملات التنصير.[14]

## معرض صور

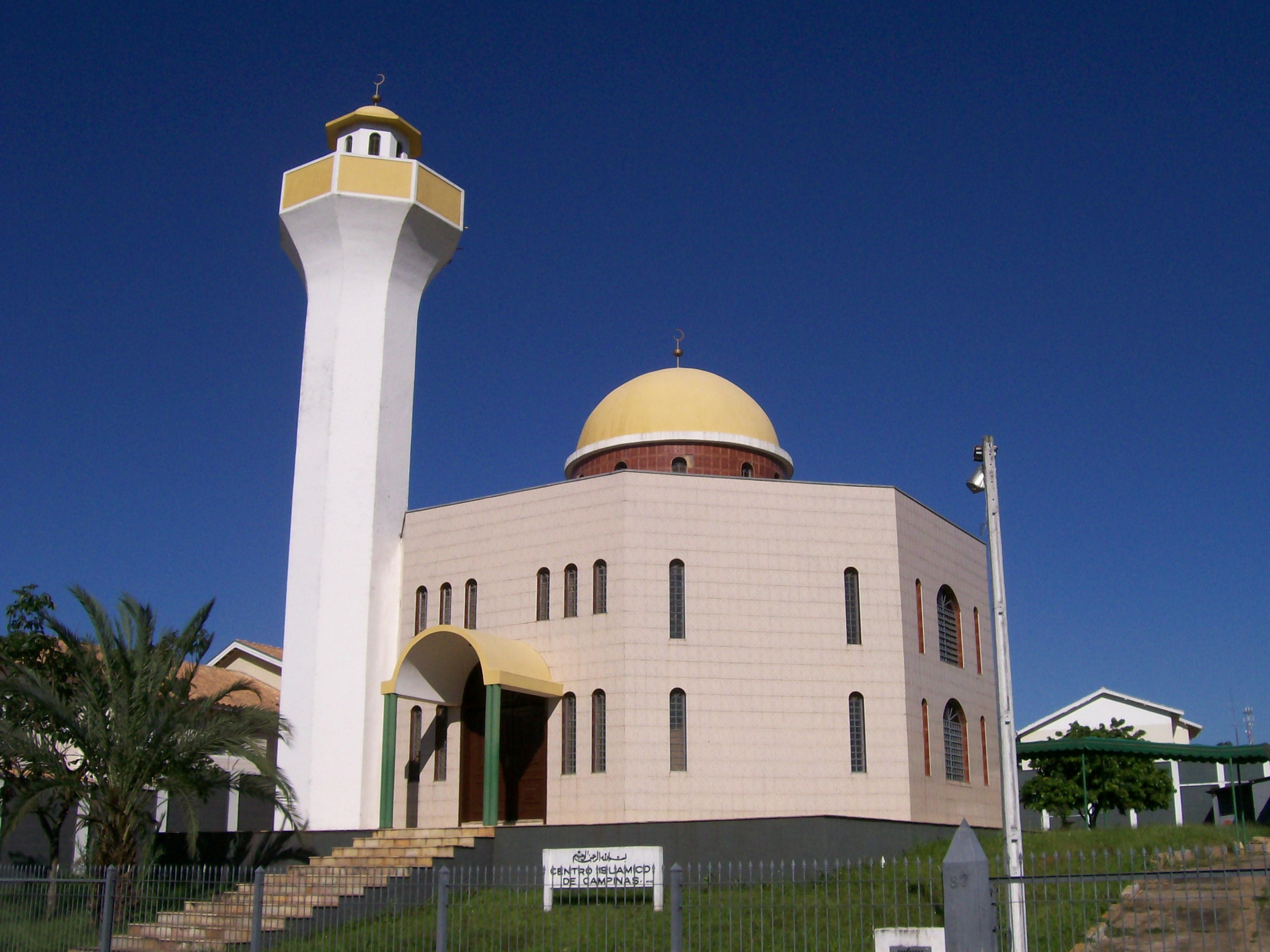
المركز الإسلامي في كامبينيس.
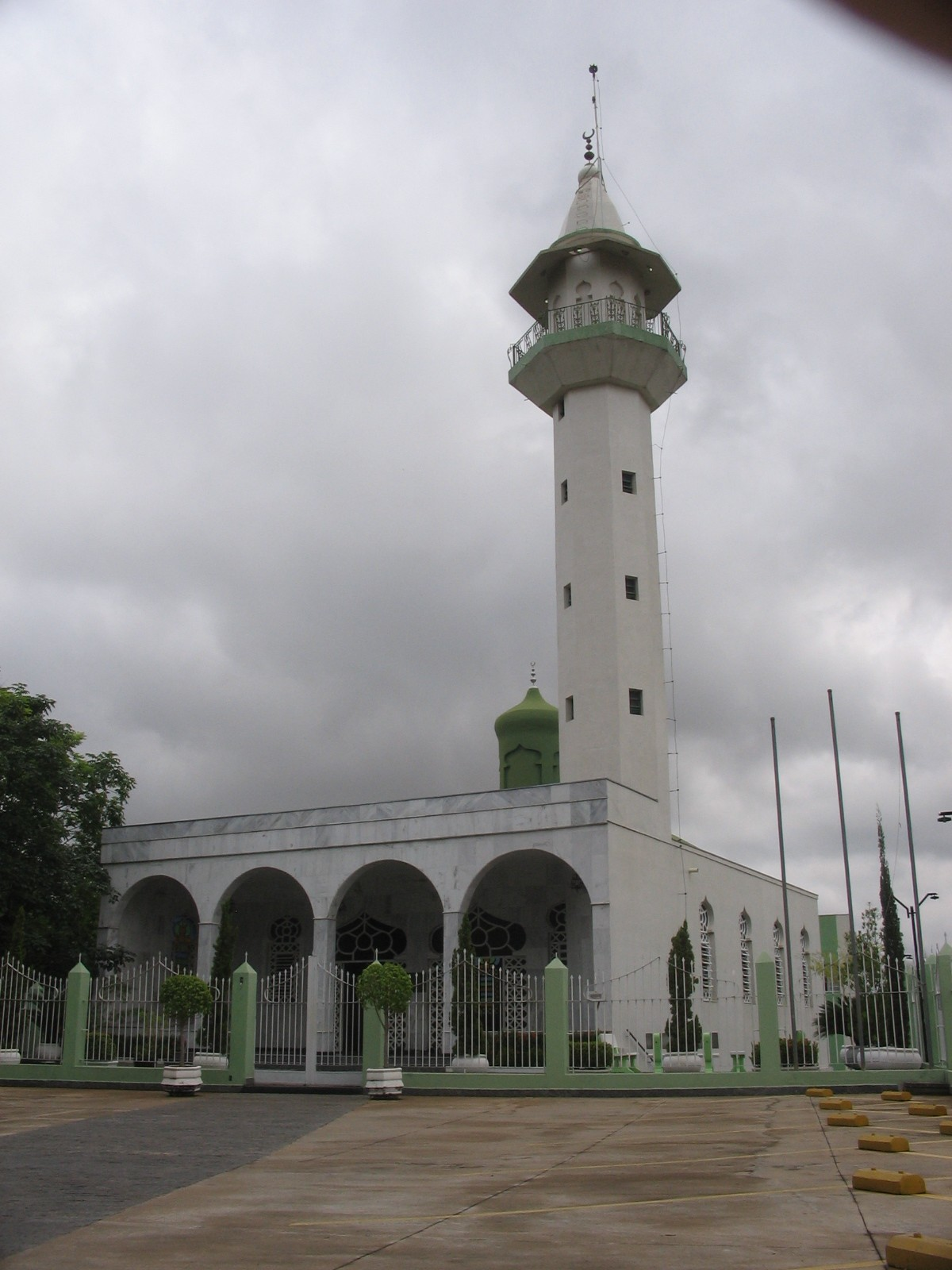
مسجد في مدينة كويابا.